# Gesundheitscampus Eppingen

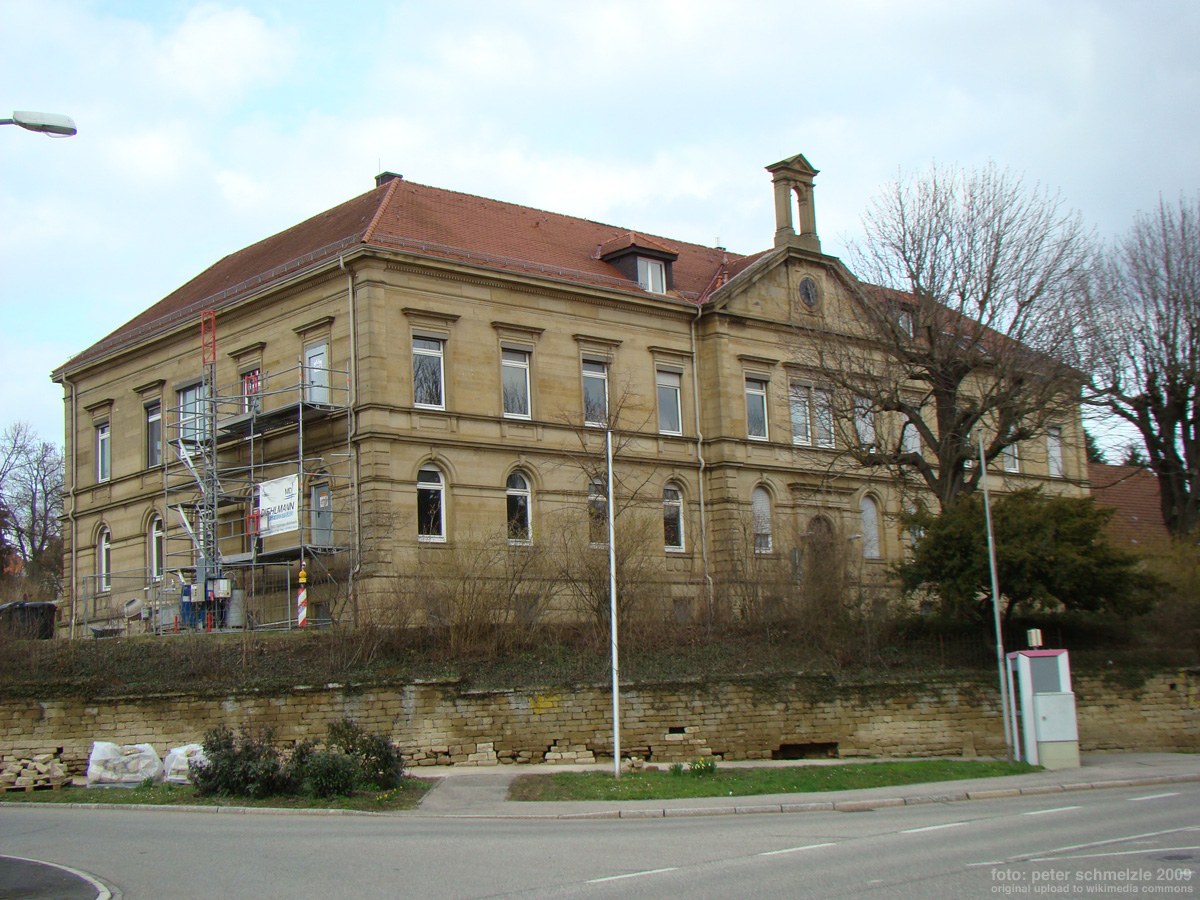
Denkmalgeschützter Krankenhaus-Altbau des Gesundheitscampus Eppingen

Der Gesundheitscampus Eppingen ist ein medizinisches Versorgungszentrum in Eppingen im Landkreis Heilbronn im nördlichen Baden-Württemberg. Der Campus entstand 2024 durch die Erweiterung des denkmalgeschützten, von 1895 bis 2004 kommunal betriebenen Städtischen Krankenhauses um einen modernen Neubau.

## Geschichte
Das sogenannte Armenhaus in der Altstadt beherbergte arme örtliche oder durchreisende Kranke. Da diese Zustände nicht von Dauer sein konnten, beschloss der Eppinger Gemeinderat am 31. März 1891, ein städtisches Krankenhaus zu errichten. Ein Spitalfonds, der zuvor für diesen Zweck gegründet wurde, sollte einen Teil der Kosten aufbringen, indem er Spender suchte. Der Krankenhausbau an der Brettener Straße 64, ein vom Karlsruher Architekt Hänsler entworfener dreiflügeliger Sandsteinbau mit Walmdach und Glockentürmchen, wurde passend zum Eppinger Behördenviertel entlang der Kaiserstraße erbaut. Am 1. Juni 1894 wurde der Bau begonnen, die Einweihung fand am 15. Oktober 1895 statt. Mit 54 Betten war das Krankenhaus ausreichend groß für den Bezirk Eppingen, weshalb es auch als Bezirkskrankenhaus bezeichnet wurde. Für eine kleine Stadt mit zirka 3000 Einwohnern eine große Leistung.
Für die Pflege der Kranken verpflichtete die Stadt Eppingen zwei Schwestern des Roten Kreuzes. Der Vertrag dafür wurde mit dem Badischen Frauenverein abgeschlossen. Ein eigens dafür gegründeter Krankenverein finanzierte den Unterhalt der Schwestern. Der Mitgliedsbeitrag lag zwischen 10 Pfennig und 1 Mark, denn die Krankenpflege im Krankenhaus war unentgeltlich. Jahre später übernahmen evangelische Schwestern des Diakonissenmutterhauses Bethlehem in Karlsruhe die Krankenpflege.
Bis zum 31. März 1961 war das Krankenhaus ohne Unterbrechung für Eppingen und die umliegenden Dörfer tätig. Zu diesem Zeitpunkt wurden die Diakonissen vom Mutterhaus abgezogen, und wegen Pflegekräftemangel in ganz Deutschland musste das Eppinger Krankenhaus für ein Jahr schließen. Am 25. April 1962 wurde es wiedereröffnet.
Der neue Träger war nun ein Zweckverband aus dem Landkreis Sinsheim und der Stadt Eppingen. Die Beteiligten teilten sich die Kosten, und der Zweckverband existierte bis zum 30. Juni 1970. Anschließend wurde das Krankenhaus bis zu seiner Schließung 2004 wieder in kommunaler Regie geführt. Belegärzte der Inneren Medizin, ein HNO-Facharzt und ein Belegarzt der Gynäkologie waren im Krankenhaus tätig. Umbaumaßnahmen in den Jahren 1966, 1970 und 1972 sollten die Zukunft des Krankenhauses sichern.
Mit der Schließung der Entbindungsstation am 31. Dezember 1980 begann dann jedoch das langsame Ende des Eppinger Krankenhauses, und schließlich wurde es 2004 vollständig geschlossen. 
Das unter Denkmalschutz stehende Gebäude wurde nach der Schließung des Krankenhauses umgebaut und 2006 als Gesundheitszentrum wiedereröffnet. 2022 begannen Bauarbeiten für einen Ergänzungsbau, mit dem das ehemalige Krankenhausareal zum Gesundheitscampus umgestaltet wurde. Nach 20 Monaten Bauzeit nahm das Medizinische Versorgungszentrum (MVZ) in dem Neubau Anfang 2024 seinen Betrieb auf. Neben Allgemein- und Fachärzten sind dort u. a. auch eine Apotheke sowie eine Bäckereifiliale eingezogen.